# Bramming
Bramming (tidligere Bramminge) er en stationsby i Sydvestjylland med 7.315 indbyggere  (2025), beliggende 24 km sydøst for Varde, 19 km nord for Ribe, 40 km sydvest for Grindsted og 19 km øst for Esbjerg. Bramming hører til Esbjerg Kommune og ligger i Region Syddanmark. I 1970-2006 var Bramming kommunesæde i Bramming Kommune.
Bramming hører til Bramming Sogn. Sankt Knuds Kirke (Bramming) er fra Middelalderen og ligger nord for byen ved Bramming Hovedgård, der nu er efterskole. Sankt Ansgar Kirke blev opført i stationsbyen i 1915.

## Museet
Bramming Egnsmuseum er et lokalmuseum under Sydvestjyske Museer. Det blev indviet i det nedlagte elværk i 1994 efter at Byhistorisk Arkiv havde foretaget omfattende indsamlinger siden 1960'erne. Museet viser skiftende udstillinger om kulturhistorie, kunst og kunsthåndværk, og der afholdes koncerter og foredrag i den store tidligere maskinhal. Ved siden af museet står Brammings vandtårn, der er bygget i 1922 af ingeniør G.R. Øllgaard.

## Faciliteter
- Bakkevejens Skole Fortuna er byens gamle centralt beliggende skole. Den har 418 elever i 21 klasser, fordelt på 0.-9. klassetrin. Hertil kommer specialundervisning i 8 grupper.[4] Nordre Skole Fortuna har knap 500 elever i 22 klasser, fordelt på 0.-9. klassetrin.[5]
- Friskolen i Bramming, der blev oprettet i 2000, har 76 elever, fordelt på 1.-8. klasse.[6]
- Børneuniverset Bramming har 6 huse, heraf 1 i Hunderup. I alt har de plads til 31 vuggestuebørn og 254 børnehavebørn.[7]
- Bramming Kultur- og Fritidscenter er bygget i 1970 og har 2 indendørshaller, multisal med springgrav, dansesal, dojo til kampsport, bordtennislokale, 2 squashbaner, svømmehal med 25 meter bassin, mødelokaler og café.[8]
- Byens biograf Kosmorama er en af Danmarks ældste, grundlagt i 1907.
- Postgaarden fra 1917 er nu Bed & Breakfast. Møde- og festlokaler er bygget til i 1955 og 1978, så der er en stor sal på 157 m² og en lille sal på 71 m². De kan slås sammen til én sal på 228 m². Huset er godkendt til 150 personer.[9]
- Plejehjemmet Solgården har 39 2-rums boliger til borgere med almene plejebehov og 29 1-rums boliger til borgere med en demenssygdom.[10]
- Byen har desuden 5 supermarkeder, bageri, pizzeria, grillbar, bibliotek, apotek, lægehus, tandklinik og dyreklinik.

## Navnet
På det høje målebordsblad fra 1800-tallet staves hovedgården Braminge, og den ligger ved Braminge Å. På det lave målebordsblad fra 1900-tallet staves hovedgården og byen Bramminge. Denne form blev officielt sløjfet af Stednavneudvalget i 1968, så Bramming er den korrekte form.
Navnet kan spores tilbage til jernalderen. Nogle kilder angiver at det er nævnt første gang i år 1290. Navnet menes at stamme fra det gammeldanske ord bram, som betyder kant eller rand, i betydningen "stedet, hvor åen slår et sving", idet der henvises til hovedgårdens placering ved Ilsted Å.

## Historie
Arkæologer har fundet rester af en boplads vest for Bramming, samt gravhøje fra ca. 4.500 år siden sydøst for den nuværende by, kaldt Kongehøjene. Siden har der ligget en mindre germansk jernalderlandsby omkring hovedgården og Sankt Knuds Kirke. Denne landsby var dog forsvundet inden 1682.

### Jernbanen
I 1874 blev jernbanen mellem Lunderskov og Esbjerg anlagt. Gørding Station blev placeret et par km syd for landsbyen Gørding, fordi borgerne her havde protesteret voldsomt mod jernbanen, som de mente ville gøre dyrene urolige. Derfor blev Bramming Station også placeret på bar mark 3 km syd for hovedgården og kirken. Eneste bebyggelse i nærheden var Kikkeborg Kro ½ km mod vest, hvor landevejen fra Gredstedbro og Ribe til Varde havde en sidevej nordpå til Bramming Hovedgård og Sankt Knuds Kirke.
I 1875 blev jernbanen fra Bramming til Ribe anlagt, så Bramming blev allerede et jernbaneknudepunkt. Denne bane blev i 1887 forlænget til grænsen ved Vester Vedsted og fik forbindelse med den tyske marskbane gennem det vestlige Slesvig og Holsten.
I 1879 blev Bramming beskrevet således: "Bramminge Kirke tæt ved Hovedgaarden Bramminge.. Kikkenborg Kro ved Hovedlandeveien; Bramminge Jernbanestation."

### Stationsbyen
I 1904 blev Bramming beskrevet således:: "Bramminge Stationsby, ved Landevejen (1/2 1901: 98 Huse og 709 Indb.), med Præstebolig, Skole og Efterskole, Politistation, Lægebolig, Dyrlægebolig, Bank (opr. 1897...), Landbohjem, Afholds- og Højskolehjem, elektrisk Lysstation, Mejeri, Damp- og Vejrmølle, Dampbageri, Damp-Sav- og Høvleværk, Maskinværksted, Farveri, Dampteglværk osv., Købmandshdlr., Hotel („Kikkenborg Kro“), Markedsplads (før ved Aalbæk Mølle i Nykirke Sogn, Marked i April og Okt.), Jærnbaneknudepunkt for Lunderskov-Esbjærg og Br.-Vedsted Banen, Telegraf- og Telefonst. samt Postekspedition".
Ifølge folketællingen 1911 var af stationsbyens 1.394 indbyggere 142 beskæftigede ved landbrug, 453 ved håndværk og industri, 287 ved handel, 148 ved transport.
I 1915 blev Bramming beskrevet således: "...har Kirke, stor Skole (ny Bygninger opførte 1906), Bank (1897), Hjælpeapotek, Højskolehjem, Hotel, Markedsplads, elektrisk Lysstation, Andelsmejeri, Købmandsforretninger, fl. Fabrikker og industrielle Anlæg m. m. samt er Station paa Lunderskov—Esbjerg-Banen og Udgangspunkt for B.—Vedsted-Banen ned til Landets Sydgrænse."

### Diagonalbanen
Bramming fik også jernbane mod nord med Langå-Bramming-banen. Den var en del af den 182 km lange jyske diagonalbane, der strakte sig fra Randers til Esbjerg. Nogle af dens delstrækninger fandtes i forvejen, bl.a. Bramming-Esbjerg, andre blev nyanlagt i flere etaper. Bramming-Grindsted blev indviet i 1916, Grindsted-Brande i 1917, og den sidste strækning Brande-Funder i 1920.
Persontrafikken Funder-Bramming blev nedlagt i 1971, men fra Bramming var der godstrafik til Filskov indtil 1977 og til Grindsted helt til 2012. Så da Esbjergmotorvejen blev anlagt i slutningen af 1990'erne, måtte der bygges 700 m dæmning og en bro for at føre banen over motorvejen. "Veterantog Vest" under Dansk Jernbane-Klub, som havde kørt veterantog på Grindstedbanen, kørte afskedstur 31. maj 2012. Skinnerne ligger der endnu, men sporet gror efterhånden til, især gennem Glejbjerg.
I 1930 blev Bramming beskrevet således: "Der er Filialkirke, opført 1914—15 (Arkitekt H. Lønborg-Jensen), Missionshus, Forsamlingshus, Alderdomshjem, Posthus (1917); Læger, Dyrlæger, Apotek, Børnehjem, Hoteller m. m. Endvidere Damp- og Vindmølle, Cementstøberi, Bryggeri, Klædefabrik, Margarinefabrik, Maskinværksted m. m. Filialer af Landmandsbanken, af Ribe Diskontobank, af Handelsbanken i Esbjerg og af Landbosparekassen for Ribe og Omegn. Bramminge er et vigtigt Jernbaneknudepunkt med Station paa Banerne Lunderskov—Bramminge—Esbjerg, Bramminge—Ribe—Tønder og Langaa—Silkeborg—Bramminge; der er Postkontor og Telegrafstation. Tillige er Byen Bitingsted i 87. Retskreds (Ribe Købstad med Ribe Herred)."
Ifølge folketællingen 1930 var af stationsbyens 2.345 indbyggere: 190 levede af landbrug, 801 af industri, 385 af handel, 278 af transport, 200 af immateriel virksomhed, 191 af husgerning, 257 var ude af erhverv og 43 uoplyst.

## Folketal
| 1906  | 1911  | 1916  | 1921  | 1925  | 1930  | 1935  | 1940  | 1945  | 1950  | 1955  | 1960  | 1965  |
| ----- | ----- | ----- | ----- | ----- | ----- | ----- | ----- | ----- | ----- | ----- | ----- | ----- |
| 1.073 | 1.394 | 1.622 | 1.907 | 2.011 | 2.345 | 2.396 | 2.602 | 2.588 | 2.560 | 2.714 | 2.900 | 3.290 |